# Route nationale 98a
La route nationale 98a ou RN 98a était une route nationale française reliant le Carrefour de La Foux, à Gassin, à Saint-Tropez. À la suite de la réforme de 1972, elle a été déclassée en RD 98a.

## Ancien tracé du Carrefour de La Foux à Saint-Tropez (D 98a)
- Carrefour de La Foux à Gassin
- Saint-Tropez